# Donald Hodson
Donald Hodson (*  1927 in Adelaide, South Australia; † 3. Juni 2005 in Victoria, Australien) war ein australischer Schauspieler.

## Leben
Hodson begann seine Schauspielkarriere 1976 mit einer im Abspann nicht genannten Rolle als namenloser ungarischer Hauptmann in Fellinis Casanova. Auch seine nächste Filmrolle im Science-Fiction-B-Movie Star Crash – Sterne im Duell fand keine Erwähnung im Abspann. Erstmals erschien sein Name 1979 auf der großen Leinwand, als er im für zwei Oscars nominierten Jugendfilm Der schwarze Hengst die Rolle des Taurog verkörperte. In den folgenden Jahren war er vor allem in italienischen B-Movies wie Alien – Die Saat des Grauens kehrt zurück, Ator – Der Unbesiegbare und Terror Force Kommando zu sehen.
Eine größere Rolle hatte er im Terence-Hill-Film Renegade als Ely. Nach einer kleineren Rolle in Martin Scorseses Die letzte Versuchung Christi folgten weitere italienische Produktionen. Seinen letzten Filmauftritt hatte er 1998 im Spätwestern My West an der Seite von Harvey Keitel und David Bowie.

## Filmografie (Auswahl)
- 1976: Fellinis Casanova (Il Casanova di Federico Fellini)
- 1978: Star Crash – Sterne im Duell (Scontri stellari oltre la terza dimensione)
- 1979: Der schwarze Hengst (The Black Stallion)
- 1982: She – Eine verrückte Reise in die Zukunft (She)
- 1983: Ator II – Der Unbesiegbare (Ator 2 – L'invincibile Orion)
- 1985: Der Tag des Falken (Ladyhawke)
- 1986: Terror Force Kommando (Three Men on Fire)
- 1987: Renegade
- 1988: Die letzte Versuchung Christi (The Last Temptation of Christ)
- 1989: Sindbad – Herr der sieben Meere (Sinbad of the Seven Seas)
- 1990: Roger Cormans Frankenstein (Frankenstein Unbound)
- 1991: Arizona Road (Fuga da Kayenta (Tortilla Road))
- 1991: Blue Tornado – Männer wie Stahl (Blue Tornado)
- 1994: Der blutige Weg zur Macht (La chance)
- 1995: Insel der neuen Monster 2 (La regina degli uomini pesce)
- 1998: My West (Il mio West)